# 大手前栄養学院専門学校
大手前栄養学院専門学校（おおてまええいようがくいんせんもんがっこう）は、大阪市中央区にあった私立の専門学校。設置者は学校法人大手前学園。
1955年に大手前文化学院（のちの大手前大学設立母体）に設けられた栄養部（栄養学科）をルーツとする。2020年に、次年度からの学生募集停止を発表。2022年3月で閉校。伝統と実績は大手前大学健康栄養学部が発展的に継承するとしている。

## 設置学科
- 栄養学科（昼間・2年制）

## 沿革
- 1946年 - 大手前文化学院設立[1]。
- 1955年 - 大手前文化学院に「栄養部」（のち「栄養学科」[2]）を設置[1]。これをもって栄養専門学校設立とする[1]。
- 1986年 - 大手前文化学院を大手前栄養文化学院に改称[1]。
- 1998年 - 大手前栄養文化学院に製菓学科を設置[1]。男女共学となる[1]。
- 2001年 - 大手前栄養文化学院に製菓学科通信課程を設置。大手前栄養製菓学院に改称[1]。
- 2002年 - 大手前栄養製菓学院を「大手前栄養学院」「大手前製菓学院」の2校に分割[1]。
  - 栄養学院に「管理栄養学科」（4年制）を設置[1]。
- 2016年 - 大手前製菓学院専門学校廃止[1]。大手前栄養学院専門学校を大手前栄養製菓学院専門学校に改組[1]。
  - 大手前大学に健康栄養学部管理栄養学科を設置[1]。
- 2019年 - 管理栄養学科を廃止[1]。
- 2020年 - 製菓学科を廃止[1]。大手前栄養学院専門学校に改称[1]。
  - 5月29日 - 2021年度以降の学生募集停止を発表[2]
- 2022年 - 閉校[3]

## 所在地
- 大阪府大阪市中央区大手前2-1-88